# Scruple
Lo Scruple (simbolo ℈) era un'unità di misura di massa del sistema apotecario inglese, utilizzato comunemente fino a tutto il XIX secolo dal sistema farmaceutico e ospedaliero dell'impero britannico (e di molti altri paesi dipendenti o storicamente collegati come gli USA) e formalmente abolito in Regno Unito nel 1971. Derivato dallo scrupulum romano, che ha generato anche parole italiane attuali come scrupolo e scrupoloso, (a sua volta frazione della dracma dell'antica Grecia) 1 scruple equivaleva a 1⁄24 di oncia troy.
| unità (abbreviazione)  | pound (℔) | oncia troy (℥) | dra(ch)m (ℨ) | scruple (℈) | grano (gr) |
| ---------------------- | --------- | -------------- | ------------ | ----------- | ---------- |
|                        | 1 ℔       | 12 ℥           | 96 ℨ         | 288 ℈       | 5 760 gr   |
|                        | 1 ℥       | 8 ℨ            | 24 ℈         | 480 gr      |            |
|                        |           | 1 ℨ            | 3 ℈          | 60 gr       |            |
|                        |           |                | 1 ℈          | 20 gr       |            |
| sistema internazionale | 373 g     | 31,1 g         | 3,89 g       | 1,296 g     | 64,8 mg    |